# يوري بالاجيتش
يوري بالاجيتش (بالسلوفينية: Jure Balažič)‏ مواليد 12 سبتمبر 1980 في ليوبليانا، جمهورية يوغوسلافيا الاشتراكية الاتحادية، هو لاعب كرة سلة سلوفيني. بدأ مسيرته الاحترافية في سنة 1999. يلعب مع عنتاب لكرة السلة في الدوري التركي لكرة السلة. يحمل الرقم 15. يبلغ طوله 6 قدم 8 1⁄4 بوصة (2.0 م).

## المسيرة الاحترافية
لعب مع كركا من سنة 1999 إلى 2001، ثم لعب مع كرشكو في موسم 2001–2002، ثم لعب مع كركا من سنة 2002 إلى 2005، ثم لعب مع زغرب في سنة 2005، ثم لعب مع كركا من سنة 2007 إلى 2012، ثم لعب مع إردميرسبور في موسم 2012–2013، ثم لعب مع نادي طوفاس الرياضي في الدوري التركي في موسم 2013–2014.

## روابط خارجية
- يوري بالاجيتش على موقع الاتحاد الدولي لكرة السلة (الإنجليزية)
- يوري بالاجيتش على موقع الدوري الأوروبي لكرة السلة (الإنجليزية)
- يوري بالاجيتش على موقع كرة السلة الأوروبية.كوم (الإنجليزية)
- يوري بالاجيتش على موقع ريلجم (الإنجليزية)
- يوري بالاجيتش على موقع بروبوليرز (الإنجليزية)
- يوري بالاجيتش على موقع سبورتس رفرنس (الإنجليزية)